# Pablo Torres
Pablo Torres Muiño (Cambre, 28 novembre 1987) è un ex ciclista su strada spagnolo, attivo tra gli Elite UCI dal 2012 al 2020.

## Palmarès
- 2017 (Burgos-BH, due vittorie)

2ª tappa Tour de Gironde (Villenave-d'Ornon > Villenave-d'Ornon)
Classifica generale Tour de Gironde
- 2019 (Burgos-BH, una vittoria)

6ª tappa Tour of Japan (Izu > Izu)

### Altri successi
- 2017 (Burgos-BH)

Classifica a punti Tour de Gironde

## Piazzamenti

### Grandi Giri
- Vuelta a España

2018: 129º